# Vytautasorden

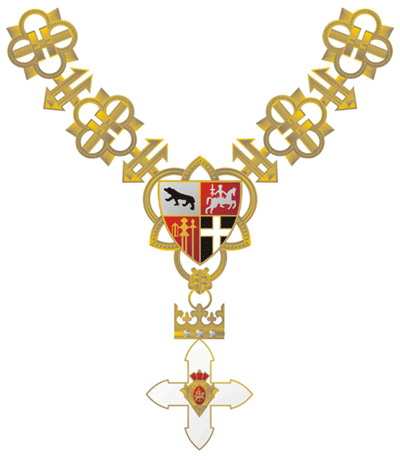
Guldkedjan av Vytautasorden.

Vytautasorden (litauiska: Didžiojo ordinas Vytauto), är en litauisk orden i fem grader instiftad 1930 av president Antanas Smetona. Orden utdelas för framstående civila och militära förtjänster och till 500-årsminnet av storfurst Vytautas död. Ordenstecknet designades av den litauiske konstnären Jonas Burba. Kung Carl XVI Gustaf och drottning Silvia var de första utlänningarna som mottog orden den 21 november 1995, under det officiella besöket av Litauens president till Sverige.

## Grader
Vytautasorden fem grader tillsammans med en specialklass som delas endast till statschefer:
- Specialklass med guldkedjan
- Storkors
- Kommendörs storkors
- Kommendörs kors
- Officers kors
- Riddares kors